# 土桥镇 (重庆市)
土桥镇，是中华人民共和国重庆市铜梁区下辖的一个乡镇级行政单位。

## 行政区划
土桥镇下辖以下地区：
桃溪社区、新田村、石庄村、高桥村、大磨村、六赢村、黄沙村、河水村、庆林村、新房村和高垭村。